# Вулиця Мулярська (Львів)
Ву́лиця Му́лярська — вулиця у Галицькому районі міста Львова, в історичному центрі Львова. Сполучає площу Святого Теодора з вулицею Богдана Хмельницького. Вулиця являє собою досить крутий підйом від площі Святого Теодора до вулиці Хмельницького (перепад висот — близько 9 метрів).

## Назва
До 1871 року — вулиця Святого Теодора бічна. У 1871—1942 роках — вулиця Старотандетна, через наближене розташування до торговиці «Стара Тандита» — ринку вживаних речей, що функціював на площі Святого Теодора у XIX столітті. Під час німецької окупації, у 1942—1944 роках — Альтмарктґассе. У липні 1944 року повернена передвоєнна назва — вулиця Старотандетна. Сучасна назва, від 1946 року — вулиця Мулярська.

## Забудова
В архітектурному ансамблі вулиці Мулярської переважає класицизм, віденська сецесія, конструктивізм кінця XIX століття. Пам'яткою архітектури місцевого значення є лише будинок під № 9.

### Будинки
№ 2 — чотириповерхова кам'яниця на високому цоколі (конскрипційний № 148¾), споруджена близько 1910 року у стилі пізньої сецесії. Власником будинку у 1871 році був Хаїм Рапп, у 1916 році — Герш Вольф Рапп.
№ 2а — п'ятиповерховий будинок споруджений у 1929—1932 роках, як Єврейський дім громадської допомоги і притулок для бідних за проєктом архітекторів Марека Вайца та Юліуша Кольнера. На першому поверсі містилася громадська їдальня на 260 місць. У 1935 році в їдальні влаштували розбірну сцену для вистав. Перед початком другої світової війни, коли єврейську громаду було розігнано, в будинку облаштували поліклініку. Під час окупації, у 1941—1944 роках, в будинку містився Юденрат з усіма відділами. Від 1947 року тут міститься Львівська міська бібліотека імені Лесі Українки та Бібліотека іноземної літератури.
№ 3 — типова двоповерхова чиншова кам'яниця кінця XIX століття на високому цоколі (конскрипційний № 100¾). Власником будинку у 1871 році був Лібер Ляуерштайн, у 1916 році — Леа Бухбаум.
№ 7 — типова двоповерхова чиншова кам'яниця кінця XIX століття на високому цоколі (конскрипційний № 151¾). Власником будинку у 1871 році був Герц Ґольдштайн, у 1916 році — Пінкас Собель. У міжвоєнний період в будинку містилася синагога «Аґудас гу-рав Мешилем Зисе».
№ 9 — двоповерхова чиншова кам'яниця XIX століття (конскрипційний № 641¾). За пізнішими перебудовами прослідковуються риси будівлі в стилі класицизму першої половини XIX століття. Над чільним двоповерховим фасадом височіє мансардний поверх з двома капітелями, завершений трикутним фронтоном. Власником будинку у 1871 році був Ізер Лєр, у 1916 році — Хаскель Ціммерманн. Будинок внесений до Реєстру пам'яткою архітектури місцевого значення під № 2460-м.

### Неіснуючі адреси, втрачені будинки, будинки приписані до сусідніх вулиць
№ 1 — житловий будинок (конскрипційний № 99¾). Власниками будинку у 1871 році були Іцак та Нафталі Роснери, у 1916 році — спадкоємці Герша Фрьонкля. Нині цього будинку не існує, на його місці — дитячий майданчик.
№ 4 — двоповерхова чиншова кам'яниця (конскрипційний № 149¾, нині — вул. Б. Хмельницького, 29), збудована наприкінці XIX століття в стилі історизму. Власниками будинку у 1871 році був Лазар Бик, у 1916 році — спадкоємці Юди Вольфа Гельмана.

Світлини вуличної забудови
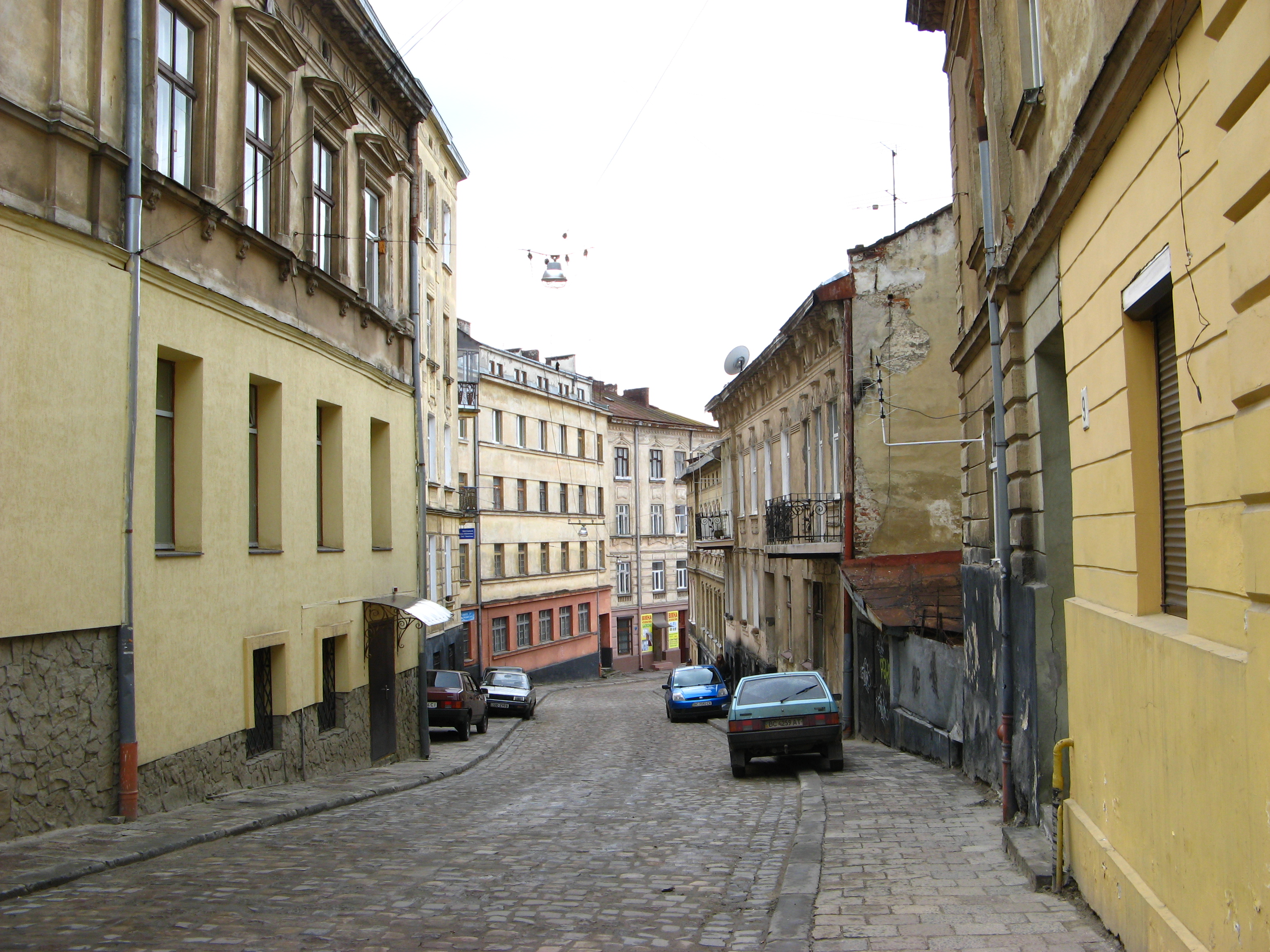
Вигляд на вул. Мулярську з вул. Б. Хмельницького
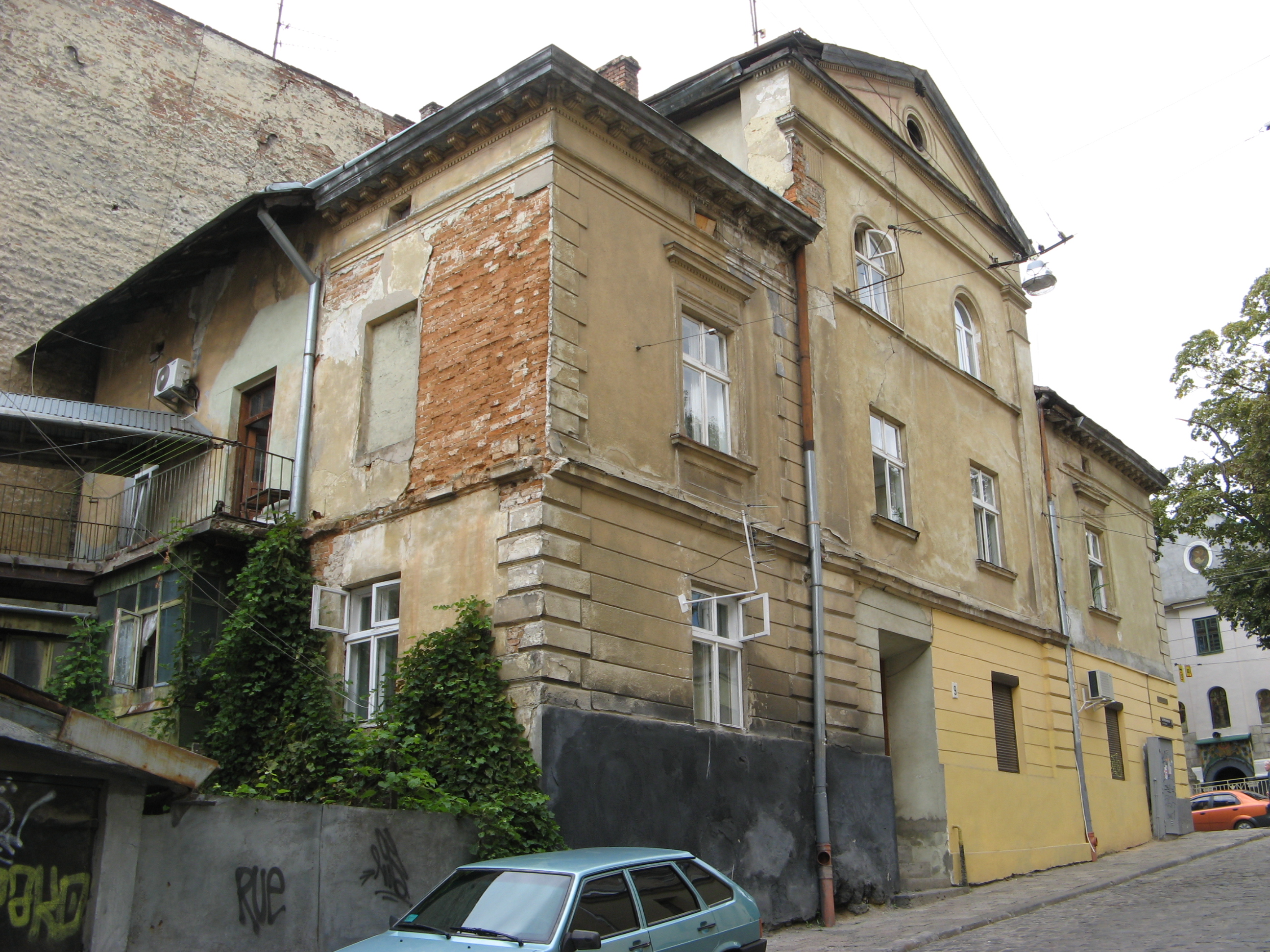
Кам'яниця XIX століття (вул. Мулярська, 9)